# Anatol Codru
Anatol Codru (n. 1 mai 1936, în Molovata Nouă, raionul Dubăsari, RASS Moldovenească, URSS – d. 17 august 2010, Chișinău, Republica Moldova) a fost un poet, eseist, traducător și regizor de film din Republica Moldova, care a fost ales ca membru de onoare al Academiei de Științe a Moldovei.

## Biografie

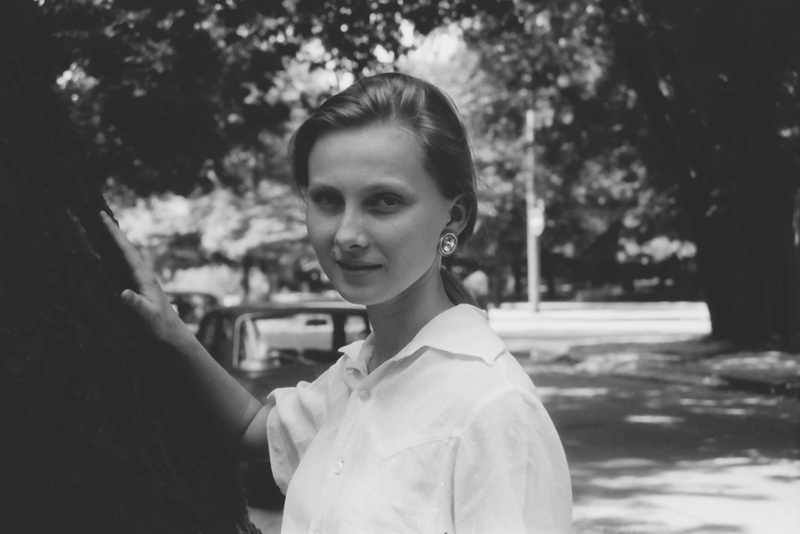
Fiica poetului, Ana-Maria în 1991.

Anatol Codru s-a născut la data de 1 mai 1936, în satul Molovata Nouă, din raionul Dubăsari, RASS Moldovenească, URSS. După absolvirea a șapte clase primare în satul natal, a urmat școala medie în orașul Dubăsari, apoi Facultatea de Litere a Universității de Stat din Chișinău (1958-1963). A urmat ulterior cursurile superioare de regie la Moscova (1969-1971). A fost membru PCUS.
Pe când era student, a debutat ca poet cu volumul de versuri Nopți albastre (1962). A urmat publicarea a încă șase volume de versuri: Îndărătnicia pietrei (1967), Feciori (1971), Portret în piatră (1978), Piatra de citire (1980), Mitul personal (1986) și Bolta cuvântului (1997). A fost redactor la editura Cartea Moldovenească și săptămânalul Cultura.
S-a remarcat ca regizor de filme documentare, 30 la număr. Unele din ele relatează viața marilor personalități, precum Eminescu, Cantemir, sculptorul Al. Plămădeală, arhitectul A. Sciusev etc. Primul său film a fost realizat în anul 1968 și s-a intitulat Trânta. Începând din anul 1971 a lucrat ca regizor la studioul cinematografic „Moldova-Film”. La Congresele VII, VIII și IX ale Uniunii Cineaștilor (din 1993, 1998 și 2003), Anatol Codru a fost ales și apoi reales ca președinte al Uniunii Cineaștilor din Republica Moldova.
A obținut mai multe premii pentru filmele documentare realizate și anume: Premiul I pentru regie la Festivalul de filme din orașul Minsk (1968) pentru filmul Trânta, Diplomă pentru cea mai bună regie la Festivalul republican de filme Cocostârcul de argint (ediția I-a, 1978) pentru filmul Balada prietenului meu, Diplomă pentru cea mai buna regie la Festivalul republican de filme Cocostârcul de argint (ediția II-a, 1981) pentru filmul Letopisețul destinului nostru, Diplomă pentru cel mai bun film de popularizare a științei și Premiul Cocostârcul de argint la Festivalul republican de filme (ediția IV-a, 1983) pentru filmul Pușkin în Moldova, „Marele Premiu” la Festivalul internațional de filme din orașul Ostravo (Cehoslovacia, 1990) pentru filmul Sunt acuzați martorii și Premiul „Mihai Eminescu” (Suceava, 1992) pentru filmul Mihai Eminescu.
Anatol Codru a fost distins cu titlul Maestru în Artă(1987); Premiul de Stat al R.Moldova(1991) și Premiul Tineretului(1981); Medalia „Mihai Eminescu” (România, 1994), „Ordinul Republicii” (1996); membru de onoare al Academiei Internaționale de Film din Federația Rusă; membru de onoare al Academiei de Științe a Republicii Moldova, specialitatea Literatură, regie de film. De asemenea, i s-a conferit titlul de Doctor Honoris Causa de către Academia Internațională de Drept Economic și Artă a Filmului(2000).
Poezia lui Anatol Codru „își arată mereu niște ascuțișuri fiziologice(carne, sânge, cearcăne, osul frunții). Piatra reprezintă simbolul central al acesteia, este expresia timpului însuși, al stratificărilor adânci temporale: E-un clopote de piatră sură/ Pe turn de piatră ridicat/ Și piatra stă ca piatra-n gură/ Și piatra-n piatră a săpat” (Mihai Cimpoi).
Creația sa a avut și are „o contribuție considerabilă la procesul de intelectualizare a liricii, de depășire fermă a versificației facile și simpliste, prin cultivarea perseverentă, programatică, am zice, a unui metaforism dens și original, poetul încadrându-se organic, alături de Liviu Damian, Victor Teleucă și Ion Vatamanu, în orientarea numită de Mihail Dolgan metaforică-modernă” (Ion Ciocanu).

## Cărți publicate
- Nopți albastre (1962)
- Îndărătnicia pietrei (1967)
- Feciori (1971)
- Portret în piatră (1978)
- Piatra de citire (1980)
- Mitul personal (1986)
- Bolta cuvântului (1997)
- Întâmplarea mirării(1998)
- Ruperea din neființă(1999)[3]

## Filmografie

### Regizor

#### Filme de ficțiune
- Trânta (1977)

#### Filme documentare
- Trânta (1968)
- Biografie (1969)
- Alexandru Plămădeală (1969)

compozitor Arkady Luxemburg
- Bahus (1969)
- Arhitectul Sciusev (1970)
- Dimitrie Cantemir (1971)
- Din îndemnul talentului (1971)
- Vasile Alecsandri (1972)
- Carnetul de partid (1973)
- Biografia cântecului (1973)
- Plai reînnoit (1975)
- Neam de pietrari (1975)
- Balada prietenului meu (1978)
- Visul vieții mele (1980)

compozitor A. Luxemburg
- Letopisețul destinului nostru (1981)
- Pușkin în Moldova (1982)
- Starșinaua Mahail Varfolomei (1983)
- Te salut, nouă generație (1983)
- În constelația fraternității (1984)
- Tălăncuța (1986)
- Cronica familiei Bologan (1987)
- Sînt acuzați martorii (1988)
- Eu, Nicolai Costenco (1989)
- Mihai Eminescu (1992)
- Ion Creangă (1998)

### Scenarist
- Dimitrie Cantemir (1971)
- Ion Creangă (1973)
- Trânta  (1977)

### Pentru voce și orchestră
Balada simfonica pentru voce și orchestră
compozitor A. Luxemburg

### Versuri pentru cântece
- Tara dragă compozitor A. Luxemburg interpretă Nadejda Cepraga (1975)
- Plaiule- vecia noastră (Ziua pe pământ) compozitor A. Luxemburg (1975)
- Ca soarele acesta mereu să răsare compozitor A. Luxemburg (1975)
- Hora (Plai înainte) compozitor A. Luxemburg (1976)
- Margarete compozitor A. Luxemburg (1977)
- Floare în cununa țării compozitor A. Luxemburg (1985)

## Poezii
- „Așadar”